# Championnat de Belgique de football de troisième division 1933-1934
Navigation
saison précédente saison suivante
Cette page présente la huitième édition du championnat de Promotion (D3) belge.
La compétition accueille 13 promus (12 prévus + 1 car la fusion formant le RC Borgerhout a libéré une place). Parmi les nouveaux arrivants, on note le SC Eendracht Alost. Ce club n'a plus quitté les séries nationales jusqu'à ce jour, en juin 2011.
Dans l'attribution des titres, et donc des places montantes vers la Division 1 (D2), on n'a pas de "nouveautés". Deux des relégués de la saison précédente remontent aussitôt alors que les deux autres promus ont déjà joué au 2e niveau national précédemment : l'AS Herstalienne l'avait quitté huit saisons plus tôt, l'ARA Termondoise y avait joué dix ans auparavant.
Concernant les relégués vers les séries inférieures, plusieurs décisions se font de justesse. Ainsi, dans la "série A", les néopromus du FC Heystois doivent redescendre en raison du règlement de l'époque qui donne l'avantage "au plus petit nombre de défaites". De nos jours le club côtier se maintiendrait et la R. US Tournaisienne serait reléguée. Sept des treize nouveaux venus sont relégués après une saison.

## Clubs participants
Cinquante-six clubs prennent part à cette édition, soit le même nombre que lors de la saison précédente. Les équipes sont réparties en quatre séries de 14 formations.

### Série A
| #  | Nom                                       | Mat. | Ville           | Stades               | En D3 depuis    | Total en D3 | Province        |
| -- | ----------------------------------------- | ---- | --------------- | -------------------- | --------------- | ----------- | --------------- |
| 1  | Royal Knokke Football Club                | 101  | Knokke          | ??                   | 1933-1934 (1re) | 5 saisons   | Fl. occidentale |
| 2  | Royal Courtrai Sports                     | 19   | Courtrai        | ??                   | 1931-1932 (3e)  | 6 saisons   | Fl. occidentale |
| 3  | Royale Union Sportive Tournaisienne       | 26   | Tournai         | stade Gaston Horlait | 1928-1929 (6e)  | 7 saisons   | Hainaut         |
| 4  | Koninklijke Vanneste Genootschap Oostende | 31   | Ostende         | ??                   | 1930-1931 (4e)  | 6 saisons   | Fl. occidentale |
| 5  | Racing Club Tournaisien                   | 36   | Tournai         | Drève de Maire       | 1926-1927 (8e)  | 8 saisons   | Hainaut         |
| 6  | Association Royale Athlétique Termondoise | 57   | Termonde        | ??                   | 1931-1932 (3e)  | 6 saisons   | Fl. orientale   |
| 7  | Sportvereeniging Audenaerde               | 81   | Audenarde       | ??                   | 1928-1929 (6e)  | 6 saisons   | Fl. orientale   |
| 8  | Racing Club Wetteren                      | 95   | Wetteren        | ??                   | 1929-1930 (5e)  | 6 saisons   | Fl. orientale   |
| 9  | Stade Courtrai                            | 161  | Courtrai        | ??                   | 1931-1932 (3e)  | 3 saisons   | Fl. occidentale |
| 10 | Sint-Niklaassche Sportkring               | 221  | St-Nicolas/Waas | ??                   | 1932-1933 (2e)  | 7 saisons   | Fl. orientale   |
| 11 | Temsche Sportkring                        | 501  | Tamise          | ??                   | 1931-1932 (3e)  | 3 saisons   | Fl. orientale   |
| 12 | Football Club Waereghem Sportif           | 552  | Waregem         | ??                   | 1932-1933 (2e)  | 2 saisons   | Fl. occidentale |
| 13 | Sporting Club Eendracht Aalst             | 90   | Alost           | Bredestraat          | 1933-1934 (1re) | 1 saison    | Fl. orientale   |
| 14 | Football Club Heystois                    | 414  | Heist           | ??                   | 1933-1934 (1re) | 1 saison    | Fl. occidentale |

### Localisations Série A
| \| R. Knokke FC FC Heystois K. VG Oostende R. Courtrai Sp. Stade Courtrai FC Waereghem Sp. RC Tournai US Tournai St-Niklaassche SK SV Audenaerde Alost Termonde Temsche SK RC Wetteren \| Localisation des clubs engagés en Promotion A 1933-1934 |
| R. Knokke FC FC Heystois K. VG Oostende R. Courtrai Sp. Stade Courtrai FC Waereghem Sp. RC Tournai US Tournai St-Niklaassche SK SV Audenaerde Alost Termonde Temsche SK RC Wetteren                                                               |

### Série B
| #  | Nom                                  | Mat. | Ville              | Stades     | En D3 depuis    | Total en D3 | Province |
| -- | ------------------------------------ | ---- | ------------------ | ---------- | --------------- | ----------- | -------- |
| 1  | Voetbalvereniging Oude God Sport     | 68   | Mortsel            | ??         | 1933-1934 (1re) | 5 saisons   | Anvers   |
| 2  | Albert Elisabeth Club Mons           | 44   | Mons               | rue du Tir | 1926-1927 (8e)  | 8 saisons   | Hainaut  |
| 3  | Herentalsche Sportkring              | 97   | Herentals          | ??         | 1931-1932 (3e)  | 3 saisons   | Anvers   |
| 4  | Union Jemappes                       | 136  | Jemappes           | ??         | 1929-1930 (5e)  | 6 saisons   | Hainaut  |
| 5  | Union Sportive du Centre             | 213  | Haine-Saint-Pierre | ??         | 1931-1932 (3e)  | 3 saisons   | Hainaut  |
| 6  | Football Club Duffel                 | 284  | Duffel             | ??         | 1932-1933 (2e)  | 2 saisons   | Anvers   |
| 7  | Hemiksem Athletic Club               | 360  | Hemiksem           | ??         | 1930-1931 (4e)  | 4 saisons   | Anvers   |
| 8  | Sporting Club Union & Progrès Jette  | 474  | Jette              | ??         | 1931-1932 (3e)  | 3 saisons   | Brabant  |
| 9  | Sint-Rochus Football Club Deurne     | 665  | Deurne             | ??         | 1932-1933 (2e)  | 2 saisons   | Anvers   |
| 11 | Victoria Football Club Louvain       | 206  | Louvain            | ??         | 1933-1934 (1re) | 4 saisons   | Brabant  |
| 10 | Football Club Binchois               | 207  | Binche             | ??         | 1933-1934 (1re) | 2 saisons   | Hainaut  |
| 12 | Hoger Op Football Club Louvain       | 347  | Louvain            | ??         | 1933-1934 (1re) | 1 saison    | Brabant  |
| 13 | Nielsche Sportkring                  | 415  | Niel               | ??         | 1933-1934 (1re) | 2 saisons   | Anvers   |
| 14 | Ternesse Voetbalvereniging Wommelgem | 1085 | Wommelgem          | ??         | 1933-1934 (1re) | 1 saison    | Anvers   |

### Localisations Série B
| \| Anvers · VV Oude God Sport · Hemiksem AC · Nielsche SK · Rochus FC Deurne Anvers Wommelgem Herentals FC Duffel SCUP Jette Victoria FC Louvain HO FC Louvain Mons U. Jemappes US Centre FC Binchois \| Localisation des clubs engagés en Promotion B 1932-1933 |
| Anvers · VV Oude God Sport · Hemiksem AC · Nielsche SK · Rochus FC Deurne Anvers Wommelgem Herentals FC Duffel SCUP Jette Victoria FC Louvain HO FC Louvain Mons U. Jemappes US Centre FC Binchois                                                               |

### Série C
| #  | Nom                                        | Mat. | Ville              | Stades                       | En D3 depuis    | Total en D3 | Province   |
| -- | ------------------------------------------ | ---- | ------------------ | ---------------------------- | --------------- | ----------- | ---------- |
| 1  | Racing Football Club Montegnée             | 77   | Montegnée          | ??                           | 1933-1934 (1re) | 4 saisons   | Liège      |
| 2  | Royal Charleroi Sporting Club              | 22   | Charleroi          | rue Spinoy                   | 1932-1933 (2e)  | 5 saisons   | Hainaut    |
| 3  | Vilvorde Football Club                     | 49   | Vilvorde           | ??                           | 1930-1931 (4e)  | 6 saisons   | Brabant    |
| 4  | Union Sportive de Gilly                    | 139  | Gilly              | ??                           | 1930-1931 (4e)  | 4 saisons   | Hainaut    |
| 5  | Namur Sports                               | 156  | Namur              | stade des Champs-Elysées     | 1931-1932 (3e)  | 4 saisons   | Namur      |
| 6  | Club Amay Sportif                          | 179  | Amay               | ??                           | 1931-1932 (3e)  | 3 saisons   | Liège      |
| 7  | Union Sportive Auvelais                    | 238  | Auvelais           | Stade du Pont à Biesme       | 1932-1933 (2e)  | 2 saisons   | Namur      |
| 8  | Olympic Club Charleroi                     | 246  | Montignies-s-S.    | stade de La Neuville         | 1926-1927 (8e)  | 8 saisons   | Hainaut    |
| 9  | Club des Sports de Marchienne-Monceau      | 278  | Marchienne-au-Pont | ??                           | 1931-1932 (3e)  | 3 saisons   | Hainaut    |
| 10 | Club Sportif Marcinelle                    | 301  | Marcinelle         | ??                           | 1932-1933 (2e)  | 2 saisons   | Hainaut    |
| 11 | Cercle Sportif Andennais                   | 307  | Andenne            | stade J. Pappa               | 1931-1932 (3e)  | 4 saisons   | Namur      |
| 12 | Royale Entente Tamines                     | 127  | Tamines            | Stade de la rue Saint Martin | 1933-1934 (1re) | 4 saisons   | Namur      |
| 13 | Football Club Jeunesse Sportive Athusienne | 254  | Athus              | ??                           | 1933-1934 (1re) | 2 saisons   | Luxembourg |
| 14 | Football Club Châtelineau                  | 515  | Châtelineau        | ??                           | 1933-1934 (1re) | 2 saisons   | Hainaut    |

### Localisations Série C
| \| Charleroi · R. Charleroi SC · US Gilly · Olympic CC · CdS Marchienne-Monceau · CS Marcinelle · + · FC Châtelineau Vilvorde FC Racing FC Montegnée Amay Namur Sp. Andenne Charleroi US Auvelais R. Entente Tamines FC JS Athusienne \| Localisation des clubs engagés en Promotion C 1933-1934 |
| Charleroi · R. Charleroi SC · US Gilly · Olympic CC · CdS Marchienne-Monceau · CS Marcinelle · + · FC Châtelineau Vilvorde FC Racing FC Montegnée Amay Namur Sp. Andenne Charleroi US Auvelais R. Entente Tamines FC JS Athusienne                                                               |

### Série D
| #  | Nom                                                 | Mat. | Ville       | Stades     | En D3 depuis    | Total en D3 | Province |
| -- | --------------------------------------------------- | ---- | ----------- | ---------- | --------------- | ----------- | -------- |
| 1  | Royal Excelsior Football Club Hasselt               | 37   | Hasselt     | ??         | 1933-1934 (1re) | 5 saisons   | Limbourg |
| 2  | Société Royale Dolhain Football Club                | 9    | Dolhain     | La Bêverie | 1932-1933 (2e)  | 4 saisons   | Liège    |
| 3  | Royal Football Club Bressoux                        | 23   | Bressoux    | ??         | 1932-1933 (2e)  | 7 saisons   | Liège    |
| 4  | Hooger Op Diest                                     | 41   | Diest       | De Warande | 1931-1932 (3e)  | 3 saisons   | Brabant  |
| 5  | Hasseltse Voetbalvereniging                         | 65   | Hasselt     | ??         | 1931-1932 (3e)  | 6 saisons   | Limbourg |
| 6  | Association Sportive Herstalienne                   | 82   | Herstal     | ??         | 1927-1928 (7e)  | 7 saisons   | Liège    |
| 7  | La Jeunesse d'Eupen                                 | 108  | Eupen       | ??         | 1927-1928 (7e)  | 7 saisons   | Liège    |
| 8  | Milmort Football Club                               | 208  | Milmort     | ??         | 1932-1933 (2e)  | 2 saisons   | Liège    |
| 9  | Racing Club Vottem                                  | 279  | Vottem      | ??         | 1931-1932 (3e)  | 4 saisons   | Liège    |
| 10 | Sint-Truidensche Voetbalvereniging                  | 373  | Saint-Trond | ??         | 1930-1931 (4e)  | 5 saisons   | Limbourg |
| 11 | Waterschei Sportvereniging Tot Herstel Onze Rechten | 553  | Genk        | ??         | 1932-1933 (2e)  | 2 saisons   | Limbourg |
| 12 | Royal Fléron Football Club                          | 33   | Fléron      | ??         | 1933-1934 (1re) | 6 saisons   | Liège    |
| 13 | Royal Football Club Malmundaria 1904                | 188  | Malmedy     | ??         | 1933-1934 (1re) | 4 saisons   | Liège    |
| 14 | Football Club Traplust Neerpelt                     | 906  | Neerpelt    | ??         | 1933-1934 (1re) | 1 saison    | Limbourg |

### Localisations Série D
| \| Liège · R. FC Bressoux · RC Vottem · + · AS Herstalienne · Milmort FC · R. Fléron FC Traplust Neerpelt Diest Waterschei Hasseltse VV R. Exc. FC Hasselt St-Trond Liège Dolhain Eupen Malmundaria \| Localisation des clubs engagés en Promotion D 1933-1934 |
| Liège · R. FC Bressoux · RC Vottem · + · AS Herstalienne · Milmort FC · R. Fléron FC Traplust Neerpelt Diest Waterschei Hasseltse VV R. Exc. FC Hasselt St-Trond Liège Dolhain Eupen Malmundaria                                                               |

## Classements
Légende
- Champion & Promu en Division 1 (D2)
- clubs relégué vers les séries inférieures

Abréviations
 relégué depuis la Division 1 (D2)
 : Promu depuis les séries inférieures
- Départages: Si nécessaire, les départages des égalités de points se font d'abord en donnant priorité « au plus petit nombre de défaites ».

### Promotion A
| Rang | Équipe               | Pts | J  | G  | N | P  | Bp | Bc | Diff |
| ---- | -------------------- | --- | -- | -- | - | -- | -- | -- | ---- |
| 1    | ARA TERMONDOISE      | 34  | 26 | 15 | 4 | 7  | 62 | 43 | +19  |
| 2    | St-Niklaasche SK     | 32  | 26 | 14 | 4 | 8  | 79 | 37 | +42  |
| 3    | RC Wetteren          | 30  | 26 | 12 | 6 | 8  | 59 | 46 | +13  |
| 4    | SC Eendracht Aalst   | 29  | 26 | 13 | 3 | 10 | 56 | 48 | +8   |
| 5    | K. VG Oostende       | 28  | 26 | 11 | 6 | 9  | 61 | 55 | +6   |
| 6    | SV Audenarde         | 27  | 26 | 9  | 9 | 8  | 41 | 47 | -6   |
| 7    | R. RC Tournaisien    | 27  | 26 | 12 | 3 | 11 | 66 | 58 | +8   |
| 8    | R. Courtrai Sport    | 26  | 26 | 11 | 4 | 11 | 49 | 50 | -1   |
| 9    | R. Knokke FC         | 25  | 26 | 11 | 3 | 12 | 63 | 57 | +6   |
| 10   | Stade Courtrai       | 24  | 26 | 9  | 6 | 11 | 59 | 58 | +1   |
| 11   | R. US Tournaisienne  | 23  | 26 | 9  | 5 | 12 | 51 | 50 | +1   |
| 12   | FC Heystois          | 23  | 26 | 10 | 3 | 13 | 43 | 77 | -34  |
| 13   | Temsche SK           | 20  | 26 | 9  | 2 | 15 | 48 | 69 | -21  |
| 14   | FC Waeregem Sportief | 16  | 26 | 6  | 4 | 16 | 55 | 97 | -42  |

### Promotion B
| Rang | Équipe                | Pts | J  | G  | N | P  | Bp | Bc | Diff |
| ---- | --------------------- | --- | -- | -- | - | -- | -- | -- | ---- |
| 1    | VV OUDE GOD SPORT     | 37  | 26 | 16 | 5 | 5  | 85 | 43 | +42  |
| 2    | St-Rochus FC Deurne   | 31  | 26 | 13 | 5 | 8  | 55 | 54 | +1   |
| 3    | AC Hemiksem           | 30  | 26 | 13 | 4 | 9  | 53 | 34 | +19  |
| 4    | US Centre             | 29  | 26 | 12 | 5 | 9  | 57 | 45 | +12  |
| 5    | FC Duffel             | 28  | 26 | 13 | 2 | 11 | 79 | 61 | +18  |
| 6    | Nielsche SK           | 27  | 26 | 11 | 5 | 10 | 47 | 49 | -2   |
| 7    | Ternesse VV Wommelgem | 27  | 26 | 12 | 3 | 11 | 60 | 50 | +10  |
| 8    | Victoria FC Louvain   | 26  | 26 | 9  | 8 | 9  | 52 | 54 | -2   |
| 9    | R. AEC Mons           | 26  | 26 | 11 | 4 | 11 | 53 | 46 | +7   |
| 10   | Union Jemappes        | 25  | 26 | 12 | 1 | 13 | 49 | 55 | -6   |
| 11   | Herentalsche SK       | 23  | 26 | 9  | 5 | 12 | 53 | 63 | -10  |
| 12   | SCUP Jette            | 22  | 26 | 10 | 2 | 14 | 56 | 63 | -7   |
| 13   | Hoger Op FC Louvain   | 17  | 26 | 6  | 5 | 15 | 44 | 87 | -43  |
| 14   | FC Binchois           | 16  | 26 | 7  | 2 | 17 | 34 | 73 | -39  |

### Promotion C
| Rang | Équipe              | Pts | J  | G  | N | P  | Bp | Bc | Diff |
| ---- | ------------------- | --- | -- | -- | - | -- | -- | -- | ---- |
| 1    | RACING FC MONTEGNEE | 38  | 26 | 17 | 4 | 5  | 97 | 44 | +53  |
| 2    | US Auvelais         | 33  | 26 | 14 | 5 | 7  | 57 | 33 | +24  |
| 3    | US Gilly            | 31  | 26 | 12 | 7 | 7  | 61 | 52 | +9   |
| 4    | CS Marchienne       | 31  | 26 | 13 | 5 | 8  | 56 | 41 | +15  |
| 5    | Vilvorde FC         | 30  | 26 | 12 | 6 | 8  | 64 | 50 | +14  |
| 6    | R. Namur Sports     | 27  | 26 | 10 | 7 | 9  | 47 | 48 | -1   |
| 7    | Olympic CC          | 26  | 26 | 11 | 4 | 11 | 64 | 61 | +3   |
| 8    | R. Charleroi SC     | 25  | 26 | 11 | 3 | 12 | 43 | 48 | -5   |
| 9    | Club Amay Sportif   | 24  | 26 | 9  | 6 | 11 | 52 | 51 | +1   |
| 10   | FC Châtelineau      | 23  | 26 | 9  | 5 | 12 | 44 | 46 | -2   |
| 11   | CS Andennais        | 23  | 26 | 9  | 5 | 12 | 42 | 62 | -20  |
| 12   | FC JS Athusienne    | 22  | 26 | 10 | 2 | 14 | 43 | 69 | -26  |
| 13   | CS Marcinelle       | 16  | 26 | 6  | 4 | 16 | 34 | 75 | -41  |
| 14   | R. Entente Tamines  | 15  | 26 | 6  | 3 | 17 | 42 | 66 | -24  |

### Promotion D
| Rang | Équipe                  | Pts | J  | G  | N | P  | Bp | Bc | Diff |
| ---- | ----------------------- | --- | -- | -- | - | -- | -- | -- | ---- |
| 1    | AS HERSTALIENNE         | 34  | 26 | 15 | 4 | 7  | 69 | 38 | +31  |
| 2    | RC Vottem               | 32  | 26 | 13 | 6 | 7  | 65 | 49 | +16  |
| 3    | Hasseltse VV            | 30  | 26 | 12 | 6 | 8  | 70 | 57 | +13  |
| 4    | La Jeunesse d'Eupen     | 30  | 26 | 12 | 6 | 8  | 60 | 52 | +8   |
| 5    | THOR Waterschei SV      | 29  | 26 | 11 | 7 | 8  | 80 | 69 | +11  |
| 6    | HO FC Diest             | 29  | 26 | 12 | 5 | 9  | 61 | 55 | +6   |
| 7    | St-Truidensche VV       | 28  | 26 | 12 | 4 | 10 | 62 | 44 | +18  |
| 8    | R. FC Bressoux          | 27  | 26 | 13 | 1 | 12 | 66 | 60 | +6   |
| 9    | R. Excelsior FC Hasselt | 26  | 26 | 9  | 8 | 9  | 56 | 49 | +7   |
| 10   | Milmort FC              | 24  | 26 | 8  | 8 | 10 | 58 | 64 | -6   |
| 11   | R. FC Malmundaria 1904  | 24  | 26 | 9  | 6 | 11 | 51 | 72 | -21  |
| 12   | SR Dolhain FC           | 21  | 26 | 8  | 5 | 13 | 47 | 70 | -23  |
| 13   | FC Traplust Neerpelt    | 17  | 26 | 5  | 7 | 14 | 46 | 63 | -17  |
| 14   | R. Fléron FC            | 13  | 26 | 5  | 3 | 18 | 43 | 82 | -39  |

## Déroulement de la saison

### Résultats des rencontres - Série A
| Résultats (▼dom., ►ext.)                                   | 1 | 2 | 3 | 4 | 5 | 6 | 7 | 8 | 9 | 10 | 11 | 12 | 13 | 14 |
|                                                            |   | - | - | - | - | - | - | - | - | -  | -  | -  | -  | -  |
|                                                            | - |   | - | - | - | - | - | - | - | -  | -  | -  | -  | -  |
|                                                            | - | - |   | - | - | - | - | - | - | -  | -  | -  | -  | -  |
|                                                            | - | - | - |   | - | - | - | - | - | -  | -  | -  | -  | -  |
|                                                            | - | - | - | - |   | - | - | - | - | -  | -  | -  | -  | -  |
|                                                            | - | - | - | - | - |   | - | - | - | -  | -  | -  | -  | -  |
|                                                            | - | - | - | - | - | - |   | - | - | -  | -  | -  | -  | -  |
|                                                            | - | - | - | - | - | - | - |   | - | -  | -  | -  | -  | -  |
|                                                            | - | - | - | - | - | - | - | - |   | -  | -  | -  | -  | -  |
|                                                            | - | - | - | - | - | - | - | - | - |    | -  | -  | -  | -  |
|                                                            | - | - | - | - | - | - | - | - | - | -  |    | -  | -  | -  |
|                                                            | - | - | - | - | - | - | - | - | - | -  | -  |    | -  | -  |
|                                                            | - | - | - | - | - | - | - | - | - | -  | -  | -  |    | -  |
|                                                            | - | - | - | - | - | - | - | - | - | -  | -  | -  | -  |    |
| - Victoire à domicile - Match nul - Victoire à l'extérieur |   |   |   |   |   |   |   |   |   |    |    |    |    |    |

### Résultats des rencontres - Série B
| Résultats (▼dom., ►ext.)                                   | 1 | 2 | 3 | 4 | 5 | 6 | 7 | 8 | 9 | 10 | 11 | 12 | 13 | 14 |
|                                                            |   | - | - | - | - | - | - | - | - | -  | -  | -  | -  | -  |
|                                                            | - |   | - | - | - | - | - | - | - | -  | -  | -  | -  | -  |
|                                                            | - | - |   | - | - | - | - | - | - | -  | -  | -  | -  | -  |
|                                                            | - | - | - |   | - | - | - | - | - | -  | -  | -  | -  | -  |
|                                                            | - | - | - | - |   | - | - | - | - | -  | -  | -  | -  | -  |
|                                                            | - | - | - | - | - |   | - | - | - | -  | -  | -  | -  | -  |
|                                                            | - | - | - | - | - | - |   | - | - | -  | -  | -  | -  | -  |
|                                                            | - | - | - | - | - | - | - |   | - | -  | -  | -  | -  | -  |
|                                                            | - | - | - | - | - | - | - | - |   | -  | -  | -  | -  | -  |
|                                                            | - | - | - | - | - | - | - | - | - |    | -  | -  | -  | -  |
|                                                            | - | - | - | - | - | - | - | - | - | -  |    | -  | -  | -  |
|                                                            | - | - | - | - | - | - | - | - | - | -  | -  |    | -  | -  |
|                                                            | - | - | - | - | - | - | - | - | - | -  | -  | -  |    | -  |
|                                                            | - | - | - | - | - | - | - | - | - | -  | -  | -  | -  |    |
| - Victoire à domicile - Match nul - Victoire à l'extérieur |   |   |   |   |   |   |   |   |   |    |    |    |    |    |

### Résultats des rencontres - Série C
| Résultats (▼dom., ►ext.)                                   | 1 | 2 | 3 | 4 | 5 | 6 | 7 | 8 | 9 | 10 | 11 | 12 | 13 | 14 |
|                                                            |   | - | - | - | - | - | - | - | - | -  | -  | -  | -  | -  |
|                                                            | - |   | - | - | - | - | - | - | - | -  | -  | -  | -  | -  |
|                                                            | - | - |   | - | - | - | - | - | - | -  | -  | -  | -  | -  |
|                                                            | - | - | - |   | - | - | - | - | - | -  | -  | -  | -  | -  |
|                                                            | - | - | - | - |   | - | - | - | - | -  | -  | -  | -  | -  |
|                                                            | - | - | - | - | - |   | - | - | - | -  | -  | -  | -  | -  |
|                                                            | - | - | - | - | - | - |   | - | - | -  | -  | -  | -  | -  |
|                                                            | - | - | - | - | - | - | - |   | - | -  | -  | -  | -  | -  |
|                                                            | - | - | - | - | - | - | - | - |   | -  | -  | -  | -  | -  |
|                                                            | - | - | - | - | - | - | - | - | - |    | -  | -  | -  | -  |
|                                                            | - | - | - | - | - | - | - | - | - | -  |    | -  | -  | -  |
|                                                            | - | - | - | - | - | - | - | - | - | -  | -  |    | -  | -  |
|                                                            | - | - | - | - | - | - | - | - | - | -  | -  | -  |    | -  |
|                                                            | - | - | - | - | - | - | - | - | - | -  | -  | -  | -  |    |
| - Victoire à domicile - Match nul - Victoire à l'extérieur |   |   |   |   |   |   |   |   |   |    |    |    |    |    |

### Résultats des rencontres - Série D
| Résultats (▼dom., ►ext.)                                   | 1 | 2 | 3 | 4 | 5 | 6 | 7 | 8 | 9 | 10 | 11 | 12 | 13 | 14 |
|                                                            |   | - | - | - | - | - | - | - | - | -  | -  | -  | -  | -  |
|                                                            | - |   | - | - | - | - | - | - | - | -  | -  | -  | -  | -  |
|                                                            | - | - |   | - | - | - | - | - | - | -  | -  | -  | -  | -  |
|                                                            | - | - | - |   | - | - | - | - | - | -  | -  | -  | -  | -  |
|                                                            | - | - | - | - |   | - | - | - | - | -  | -  | -  | -  | -  |
|                                                            | - | - | - | - | - |   | - | - | - | -  | -  | -  | -  | -  |
|                                                            | - | - | - | - | - | - |   | - | - | -  | -  | -  | -  | -  |
|                                                            | - | - | - | - | - | - | - |   | - | -  | -  | -  | -  | -  |
|                                                            | - | - | - | - | - | - | - | - |   | -  | -  | -  | -  | -  |
|                                                            | - | - | - | - | - | - | - | - | - |    | -  | -  | -  | -  |
|                                                            | - | - | - | - | - | - | - | - | - | -  |    | -  | -  | -  |
|                                                            | - | - | - | - | - | - | - | - | - | -  | -  |    | -  | -  |
|                                                            | - | - | - | - | - | - | - | - | - | -  | -  | -  |    | -  |
|                                                            | - | - | - | - | - | - | - | - | - | -  | -  | -  | -  |    |
| - Victoire à domicile - Match nul - Victoire à l'extérieur |   |   |   |   |   |   |   |   |   |    |    |    |    |    |

## Récapitulatif de la saison
- Champion A: ARA Termondoise (1er titre en D3)
- Champion B: VV Oude God Sport (2e titre en D3)
- Champion C: Racing FC Montegnée (2e titre en D3)
- Champion D: AS Herstalienne (1er titre en D3)
- Sixième titre de "D3" pour la Province d’Anvers.
- Cinquième et  Sixième titre de "D3" pour la Province de Liège.
- Deuxième titre de "D3" pour la Province de Flandre orientale.

| Région flamande (24)            | Région flamande (24) | Province de Brabant (5)      | Province de Brabant (5) | Région wallonne (27)   | Région wallonne (27) |
| ------------------------------- | -------------------- | ---------------------------- | ----------------------- | ---------------------- | -------------------- |
| Province d'Anvers               | 7                    | Région de Bruxelles-Capitale | 1                       | Province de Hainaut    | 12                   |
| Province de Flandre-Occidentale | 6                    | Province du Brabant flamand  | 4                       | Province de Liège      | 10                   |
| Province de Flandre-Orientale   | 6                    | Province du Brabant wallon   | 0                       | Province de Luxembourg | 1                    |
| Province de Limbourg            | 5                    |                              |                         | Province de Namur      | 4                    |

1. ↑  Au niveau footballistique, la province de Brabant est toujours unitaire malgré sa partition territoriale en 1995.

- RAPPEL: En Belgique, le principe d'une frontière linguistique est créé par la Loi du 21 juillet 1921, mais elle n'est définitivement fixée que par les Lois du 8 novembre 1962. Cette « frontière » voit ses effets principaux se marquer à partir de 1963 avec, par exemple, les passages de Mouscron en Hainaut ou de Fourons au Limbourg. La Belgique ne devient un  État fédéralisé qu'à partir de 1970 lorsqu'est appliquée la première réforme constitutionnelle. À ce moment, l'ajout de l'« Article 59bis » crée les « Communautés » alors que le plus délicat, car longtemps et âprement débattu, « Article 107quater » établit les « Régions ». La Région de Bruxelles-Capitale ne voit le jour qu'en 1989. La scission de la Province de Brabant en deux (flamand et wallon) n'intervient officiellement qu'au 1er janvier 1995.

## Débuts en séries nationales (et donc en Division 3)
5' clubs font leurs débuts en séries nationales.
- Ternesse VV Wommelgem (27e club de la Province d'Anvers) - 17e Anversois en D3 ;
- Hoger Op Louvain (29e club de la Province de Brabant) - 18e Brabançon en D3 ;
- FC Heystois (15e club de la Province de Flandre occidentale) - 11e Flandrien occidental en D3 ;
- SC Eendracht Aalst (13e club de la Province de Flandre orientale) - 10e Flandrien oriental en D3 ;
- FC Traplust Neerpelt (9e club de la Province de Limbourg) - 8e Limbourgeois en D3 ;

## Montée vers le.../ Relégation du2eniveau
Les quatre champions, AS Herstalienne, Racing FC Montegnée, ARA Termondoise et VV Oude God Sport, sont promus en Division 1 (D2) où ils remplacent les relégués: R. Union Hutoise FC, R. Stade Louvaniste, CS St-Josse et Wallonia Association Namur.

## Changement d'appellation
À la fin de cette saison, Nielsche SK (matricule 415) change son appellation et devient Nielsche Athletic Club ou « Nielsche AC ». Sept ans plus tard, en 1941, à la suite d'une fusion avec un autre club local non affilié à l'URBSFA, le matricule 415 prend le nom de Nielse SK.

## Relégations vers le niveau inférieur
Les trois derniers classés de chaque série sont relégués en séries régionales. Les douze relégués, triés par Province, furent:
| Clubs                              |   | Provinces                       |
| ---------------------------------- | - | ------------------------------- |
|                                    | ⇒ | Province d'Anvers               |
| SCUP Jette, Hoger Op FC Louvain    | ⇒ | Province de Brabant             |
| FC Heystois, FC Waereghem Sportief | ⇒ | Province de Flandre-Occidentale |
| Temsche SK                         | ⇒ | Province de Flandre-Orientale   |
| FC Binohois, CS Marcinelle         | ⇒ | Province de Hainaut             |
| FC Traplust Neerpelt               | ⇒ | Province de Liège               |
| SR Dolhain FC, R. Fléron FC        | ⇒ | Province de Limbourg            |
| FC JS Athusienne                   | ⇒ | Province de Luxembourg          |
| R. Entente Tamines                 | ⇒ | Province de Namur               |

## Montée depuis le niveau inférieur
En fin de saison, douze clubs sont promus depuis les séries inférieures. Les Provinces d'Anvers, de Hainaut et de Liège bénéficient d'un second montant en raison de leur plus grand nombre de clubs affiliés.
| Provinces                       | Montant                        |
| ------------------------------- | ------------------------------ |
| Province d'Anvers               | Schoten SK, Vrij & Vlug Bornem |
| Province de Brabant             | SC Louvain                     |
| Province de Flandre-Occidentale | Daring Blankenberge            |
| Province de Flandre-Orientale   | R. AS Renaisienne              |
| Province de Hainaut             | Châtelineau Sport, CS Couillet |
| Province de Liège               | R. SC Theux, Union Momalloise  |
| Province de Limbourg            | Genk VV                        |
| Province de Luxembourg          | Jeunesse Arlonaise             |
| Province de Namur               | Moignelée Sports               |